# Gertrud Beck (Pädagogin)
Gertrud Beck bzw. Gertrud Beck-Schlegel (* 16. März 1938 in Wiesbaden) ist eine deutsche Pädagogin. Sie ist emeritierte Professorin für Grundschulpädagogik an der Johann Wolfgang Goethe-Universität Frankfurt am Main. In ihren wissenschaftlichen Arbeiten befasst sie sich mit didaktischen Fragen des Grundschulunterrichts, besonders des Sachunterrichts und mit der Perspektive von Kindern.

## Leben
Gertrud Beck studierte nach dem Abitur in Wiesbaden (1958) am Pädagogischen Institut Darmstadt/Jugenheim mit dem Abschluss Volksschullehrerin. 1964 legte sie ihre 2. Staatsprüfung ab und unterrichtete bis 1966 als Lehrerin. Danach nahm sie ein Studium der Soziologie an der Justus-Liebig-Universität Gießen auf, das sie 1970 mit ihrer Dissertation Autorität oder Selbstbestimmung? Zur politischen Sozialisation im Vorschulalter und der Promotion zum Dr. phil. abschloss. Von 1966 bis 1970 war sie zugleich pädagogische Mitarbeiterin am Lehrstuhl für Didaktik der Sozialkunde an der Universität Gießen. Hier war sie auch 1971–1972 als Studienrätin bzw. Oberstudienrätin im Hochschuldienst tätig und wurde 1972 zur Professorin am Institut für Didaktik der Gesellschaftswissenschaften ernannt. 1974 folgte sie dann einem Ruf an die Johann Wolfgang Goethe-Universität Frankfurt am Main, wo sie als Professorin für Grundschuldidaktik und Didaktik der Elementar- und Primarstufe im Fachbereich Erziehungswissenschaften bis zu ihrer Emeritierung im Jahr 2000 am Institut für Pädagogik der Elementar- und Primarstufe im Fachbereich Erziehungswissenschaften forschte und lehrte. Nach ihrer Eheschließung mit Hannes Schlegel (1977) nahm sie den Doppelnahmen Beck-Schlegel an. Unter diesem Namen gründete sie 2010 nach dem Tod ihres Ehemannes die martha muchow. Stiftung.

### Wirken
Gertrud Beck hat einen großen Einfluss auf die Diskussion um die Didaktik des Sachunterrichts, besonders in Bezug auf das Soziale Lernen als expliziter Lerngegenstand in der Grundschule und als Teil einer demokratischen Grundbildung. Sie engagierte sich ab 1971 bis 1995 in der Erarbeitung der Hessischen Rahmenrichtlinien Sachunterricht und war federführend für den Bereich Sachunterricht-Gesellschaftslehre. In diesem Zusammenhang veröffentlichte sie eine Reihe von Materialien, die Lehrerinnen Möglichkeiten einer demokratischen politischen Bildung anboten. Diesem Ziel diente auch das gemeinsam mit Wilfried Soll herausgegebene Sach- und Machbuch für den Unterricht in der Grundschule (Hirschgraben Verlag 1980 bis 1985), sowie die überarbeitete Auflage Das neue Sach- und Machbuch für den Sachunterricht in der Grundschule (Cornelsen Verlag 1995 bis 1998). Gertrud Beck war von 1987 bis 2002 Mitherausgeberin der Zeitschrift Die Grundschulzeitschrift (Friedrich Verlag).
Eine theoretische Fundierung der didaktischen Texte erfolgte entlang von zwei Strängen. Zum einen veröffentlichte sie eine Reihe von Büchern und Aufsätzen zur Geschichte und zu Problemen des Sachunterrichts. Der zweite Strang gründet bereits in ihrer Dissertation, die sich mit dem Verhältnis von Autorität und Selbstbestimmung beschäftigte. In der Folge wird die Frage nach der Eigenständigkeit der Perspektiven und Handlungsprozesse von Kindern bei ihrer Auseinandersetzung mit der sie umgebenden Welt leitendes Erkenntnisinteresse. Dazu gehören das als Langzeitstudie (1989 bis 1994) angelegte Forschungsprojekt Soziales Lernen in der Grundschule sowie die Gründung der martha muchow. Stiftung (2010).

## Auszeichnungen
- Forschungspreis des Grundschulverbandes für ihr Lebenswerk zur Förderung sozialen und demokratischen Lernens von Grundschulkindern[16]

## Schriften
- mit Siegfried Aust/Wolfgang Hilligen: Sehen, beurteilen, handeln. Arbeitsbuch zur politischen Bildung in der Grundschule. Hirschgraben-Verlag, Frankfurt am Main 1971, 3. Aufl. 1972, 4. überarb. Auflage 1974
- Politische Sozialisation und politische Bildung in der Grundschule, mit Begründungen, Zielvorstellungen und Vorschlägen zu Arbeitsbuch zur politischen Bildung in der Grundschule. Hirschgraben-Verlag, Frankfurt am Main 1972, überarb. Auflage 1974, ISBN 978-3-454-26240-8.
- Autorität im Vorschulalter? Eine soziologische Untersuchung zur politischen Sozialisation in der Familie. Beltz-Verlag, Weinheim und Basel 1973, ISBN 978-3-407-57001-7.
- Arbeitsmaterial zur politischen Bildung in der Grundschule. Hirschgraben-Verlag, Frankfurt am Main 1975 (ergänzend zu Arbeitsbuch zur politischen Bildung)
- mit Gabriele Grauel: Warum denn nicht?! Arbeitsblätter zum sozialen Lernen für Vorklassen und Eingangsklassen der Grundschule. Hirschgraben-Verlag, Frankfurt am Main 1975, ISBN 978-3-454-26070-1.
- mit Claus Claussen: Einführung in Probleme des Sachunterrichts. Scriptor-Verlag, Kronberg 1976, 3. Aufl. Scriptor-Verlag, Frankfurt/M. 1984, ISBN 978-3-589-20083-2.
- mit Wilfried Soll: Sach- und Machbuch für den Sachunterricht in der Grundschule. Hirschgraben-Verlag, Frankfurt am Main 1980–1985, ISBN 978-3-454-26810-3.
- mit Gerold Scholz: Soziales Lernen in der Grundschule. Rowohlt Verlag, Reinbek 1995, ISBN 978-3-499-19784-0.
- mit Gerold Scholz: Beobachten im Schulalltag. Cornelsen Scriptor, Frankfurt/M. 1995, ISBN 978-3-589-21052-7.
- mit Wilfried Soll: Das neue Sach- und Machbuch für den Sachunterricht in der Grundschule. Cornelsen Verlag, Berlin 1995–1998, ISBN 978-3-464-25020-4.
- Den Übergang gestalten. Wege vom 4. ins 5. Schuljahr. Kallmeyer’sche Verlagsbuchhandlung, Seelze-Velber 2002, ISBN 978-3-7800-2046-8.
- mit Marcus Rauterberg: Sachunterricht – Eine Einführung. Geschichte – Probleme – Entwicklungen. Cornelsen Verlag Scriptor, Berlin 2005, ISBN 978-3-589-05088-8